# Żołędowo (Koejavië-Pommeren)
Żołędowo is een plaats in het Poolse district  Bydgoski, woiwodschap Koejavië-Pommeren. De plaats maakt deel uit van de gemeente Osielsko en telt 920 inwoners.